# Sách màu IUPAC
Liên minh Hóa học thuần túy và ứng dụng quốc tế (IUPAC) xuất bản nhiều sách có nội dung liệt kê đầy đủ các định nghĩa liên quan hóa học. Các định nghĩa này được xếp vào bảy Sách màu IUPAC (tiếng Anh: IUPAC Colour Books): Vàng, Lục, Lam, Tím, Cam, Trắng và Đỏ. Cho đến năm 2024 đã có thêm cuốn sách thứ tám là "Sách Bạc".

## Sách Lam
Danh pháp Hóa học Hữu cơ, thường gọi là Sách Xanh (tiếng Anh: Blue Book) là tập hợp các khuyến nghị về Danh pháp IUPAC cho hợp chất hữu cơ được xuất bản định kỳ bởi Liên minh Hóa học Thuần túy và Ứng dụng Quốc tế (IUPAC). Phiên bản đầy đủ được xuất bản vào năm 1979, còn phiên bản rút gọn và cập nhật được xuất bản vào năm 1993 mang tên Hướng dẫn về danh pháp các hợp chất hữu cơ của IUPAC (tiếng Anh: A Guide to IUPAC Nomenclature of Organic Compounds). Cả hai cuốn sách này hiện không còn in giấy nhưng phiên bản điện tử được truy cập miễn phí. Năm 2004, sau khi lấy ý kiến công chúng về bản dự thảo, một số phần sửa đổi đã được đăng trên tạp chí Hóa học thuần túy và ứng dụng (tiếng Anh: Pure and Applied Chemistry). Bản sửa đổi đầy đủ xuất bản vào năm 2013.

## Sách Vàng
Bản tóm tắt thuật ngữ hóa học là cuốn sách được xuất bản bởi Liên minh hóa học thuần túy và ứng dụng quốc tế (IUPAC), trong đó liệt kê các định nghĩa được quốc tế chấp nhận cho thuật ngữ trong hóa học.Tên không chính thức là Sách Vàng (tiếng Anh: Gold Book).
Ấn bản đầu tiên năm 1987 (ISBN 0-63201-765-1) và ấn bản thứ hai (ISBN 0-86542-684-8) do AD McNaught và A. Wilkinson biên tập được xuất bản năm 1997. Phiên bản mở rộng của Sách Vàng có thể xem trực tuyến miễn phí tại trang web này.

## Sách Lục
Đại lượng, đơn vị và ký hiệu trong Hóa lý, thường được gọi là Sách Lục (tiếng Anh: Green Book), là danh sách thuật ngữ và ký hiệu được sử dụng rộng rãi trong lĩnh vực hóa lý. Sách đề cập đến các hằng số vật lý, bảng liệt kê các tính chất của các hạt cơ bản, nguyên tố hóa học và hạt nhân cũng như thông tin về các đơn vị thường được sử dụng trong hóa lý. Phiên bản gần đây nhất là phiên bản thứ ba (ISBN 978-0-85404-433-7), được IUPAC xuất bản vào năm 2007. Bản in thứ hai phát hành vào năm 2008; lần in này đã thực hiện một số sửa đổi nhỏ đối với văn bản năm 2007. Bản in thứ ba phát hành vào năm 2011. Nội dung của bản in thứ ba giống hệt với nội dung của bản in thứ hai.

## Sách Cam
Bản tóm tắt danh pháp hóa phân tích là sách do IUPAC xuất bản. Nội dung sách chứa các định nghĩa được quốc tế chấp nhận cho các thuật ngữ trong hóa phân tích. Tên không chính thức là Sách Cam (tiếng Anh: Orange Book).
Đã có ba phiên bản được xuất bản; lần đầu tiên vào năm 1978 (ISBN 0-08022-008-8), lần thứ hai vào năm 1987 (ISBN 0-63201-907-7) và lần thứ ba vào năm 1998 (ISBN 0-86542-615-5). Phiên bản thứ ba cũng có sẵn trên trực tuyến.

## Sách Tím
Ấn bản đầu tiên của Bản tóm tắt thuật ngữ và danh pháp Đại phân tử, được gọi là Sách Tím (tiếng Anh: Purple Book) xuất bản vào năm 1991. Sách này viết về danh pháp của polymer. Phiên bản thứ hai và mới nhất được xuất bản vào tháng 12 năm 2008, có thể tra cứu hoặc tải về.

## Sách Đỏ
Danh pháp Hóa học Vô cơ được các nhà hóa học thường gọi là Sách Đỏ (tiếng Anh: Red Book) là tập hợp các khuyến nghị về Danh pháp IUPAC cho hợp chất vô cơ. Phiên bản đầy đủ cuối cùng được xuất bản vào năm 2005, có sẵn trên trực tuyến.

## Sách Bạc
IUPAC cũng xuất bản Sách Bạc (tiếng Anh: Silver Book). Sách này không được liệt kê cùng với các "sách màu" khác, có tựa đề Bản tóm tắt thuật ngữ và danh pháp các đặc tính trong khoa học xét nghiệm lâm sàng.

## Sách Trắng
Danh pháp Hóa sinh và các tài liệu liên quan (1992) hay Sách Trắng (tiếng Anh: White Book) chứa các định nghĩa liên quan đến nghiên cứu hóa sinh do IUPAC và Liên minh Quốc tế về Hóa sinh và Sinh học phân tử biên soạn.